# Вибхаджьявада
Вибхаджьявада (пали: Vibhajjavāda, санскрит: Vibhajyavāda) — школа буддизма, ставящая целью выработки начальных техник для внутреннего развития. Название произошло от «вибхаджья» (анализ) и «вада» (ведение, учение). Согласно вибхаджьяваде первый путь внутрь должен сочетаться с анализом опыта и критическим исследованием вместо слепой веры.
Третий Буддийский Собор одобрил этот аналитический подход. Те подшколы стхавиравады, которые приняли этот подход, перегруппировались и стали именовать себя Вибхаджьявадой. Из последователей Вибхаджьявады выросли школы Махишасака, Кашьяпия, Дхармагуптака, Тамрапарния. Самой поздней школой была Тхеравада из Шри-Ланки.
В надписях Ашоки говорится, что буддисты-вибхаджьявадины пользовались покровительством и поддержкой Империи Маурьев, распространяли свою религию по всей Южной Азии, создавая различные сообщества во множестве мест. На территории современной Южной Индии их центр влияния был в древнем царстве Аванти; Вибхаджьявада также активно действовала в Андхре, Ванавасе (в современной Карнатаке), Амаравати и Нагарджунаконде. Когда Вибхаджьявада пришла на Шри-Ланку в Анурадхапуру, там она стала известна под названием «Тамрашатья» (санскр. ताम्रशाटीय, IAST: Tāmraśāṭīya) или «Тамрапанья» (санскр., пали IAST: Tāmraparṇīya) — по названию медно-красного цвета. По местному наименованию этой школы буддизма через несколько столетий было названо первое сингалезское государство на Шри-Ланке — «Царство Тамбапанни» (синг. තම්බපණ්ණි රාජධානිය), а неформально этим именем стали называть весь остров.
По сингальской традиции буддизм вибхаджьявады первоначально был принесён на Шри-Ланку Махиндой в 246 до н. э., его считают сыном Ашоки, именно он принёс на Шри-Ланку Палийский канон.
Не участвовали в соборе Вибхаджьявады представители Махасангхики, Сарвастивады и Саммитии, эти направления считались еретическими представителями Вибхаджьявады (согласно сочинению Катхаваттху).
Школа Тхеравада, которая произошла от этой школы часто упоминается в сочинении Махавибхаша сарвастивады, где ведётся также жёсткая полемика с сочинением Катхаваттху.